# Dimitrij Schaad
Dimitrij Schaad (en russe : Дмитрий Александрович Шаад, Dmitri Alexandrowitsch Schaad ou Dmitrij Aleksandrovič Šaad), né le 17 septembre 1985 à Kaskelen (RSS kazakhe, Union soviétique) est un acteur, réalisateur et scénariste allemand.

## Biographie

### Jeunesse et études
Dimitrij Schaad grandi près d'Almaty, alors capitale du Kazakhstan, jusqu'à l'âge de huit ans. En 1993, il déménage et s'installe en Allemagne avec sa famille, alors qu'il n'a aucune connaissance de la langue allemande. Il fréquente le lycée de Mengen jusqu'en 2005.[réf. nécessaire]
Après avoir obtenu son diplôme d'études secondaires[réf. nécessaire], il étudie le théâtre à l'Académie de théâtre bavaroise August Everding de 2005 à 2009 et à l'Institut national des arts du spectacle de Saint-Pétersbourg en 2009. Il joue au Metropoltheater de Munich, au Kammerspiele de Munich et reçoit une bourse d'acteur de l'Association du théâtre allemand en 2006 et 2008.

### Carrière au théâtre
En 2009, il débute au Schauspiel Essen et en 2010, il s'installe au Schauspielhaus Bochum avec le metteur en scène Anselm Weber ; il en reste membre jusqu'en 2013. Il travaille avec les réalisateurs Sebastian Nübling, Roger Vontobel et Jan Klata.
Depuis 2013, il est membre de l'ensemble du théâtre Maxime-Gorki de Berlin sous la direction de Shermin Langhoff et Jens Hillje. Au sein de ce théâtre, il travaille à nouveau avec Sebastian Nübling ainsi qu'avec Yael Ronen, Hakan Savaş Mican, Mirko Borscht, Sebastian Baumgarten et Falk Richter. Dimitrij Schaad prononce un monologue dans presque toutes les pièces du théâtre Maxime-Gorki, pièces dont il écrit lui-même les textes. En récompense des rôles qu'il a interprétés au cours de la saison 2013-2014, il est élu jeune acteur de l'année avec sept voix dans le sondage des critiques de Theater heute.
À partir de 2015, il est professeur indépendant à l'Académie des arts dramatiques Ernst-Busch, école de théâtre située dans l'ancienne Berlin-Est. En 2019, il quitte ce poste afin de pouvoir se consacrer davantage au cinéma et à son travail d'auteur.
Lorsque Falk Richter revient à la Schaubühne am Lehniner Platz en 2023 avec la production de The Silence, il charge Schaad, après plusieurs coproductions réussies au théâtre Gorki, de le jouer lui-même dans cette pièce autobiographique.

### Carrière d'acteur
Dans l'adaptation cinématographique du best-seller Die Känguru-Chroniken de Marc-Uwe Kling, produit par X-Filme, Schaad interprète le rôle principal, celui du petit artiste Marc-Uwe.
En 2021, il joue le rôle principal masculin dans la série Netflix Kleo aux côtés de l'actrice Jella Haase. La série est écrite par les scénaristes de 4 Blocks : Hanno Hackfort, Bob Konrad et Richard Kropf. Le tournage débute en août 2022.
En 2021, il participe également au film romantique de science-fiction Aus meiner Haut, le premier long métrage de son frère Alex Schaad. Dimitrij Schaad écrit le scénario et joue aux côtés de Jonas Dassler, Mala Emde, Maryam Zaree et Edgar Selge. Le 23 janvier 2023, le film ouvre le Festival Max Ophüls et sort en salles début février 2023.
Il interprète le rôle principal dans le premier long métrage de Charly Hübner, adaptation cinématographique à succès de Sophia, der Tod und ich de Thees Uhlmann en 2022. Il y incarne une infirmière gériatrique mourante qui entame un road trip avant sa mort, en compagnie de son ex-petite amie, pour voir une dernière fois sa mère et son fils de sept ans, avec qui elle n'a aucun contact.
Die Känguru-Verschwörung sort en salles en août 2022. Dans la deuxième partie de la série Känguru, il incarne à nouveau Marc-Uwe. Cette fois, le réalisateur est le créateur de la série de livres Die Känguru-Chroniken, Marc-Uwe Kling.
Schaad est membre de l'Académie allemande du cinéma depuis l'automne 2022.

### Scénariste, dramaturge et réalisateur
En plus de ses textes pour le théâtre, Schaad écrit également des scénarios avec son frère Alex, étudiant en réalisation cinématographique à la HFF de Munich. Son film Invention of Trust, dans lequel il joue également le rôle principal, est sélectionné pour le festival Max Ophüls 2016 et remporte le prix du meilleur moyen métrage. Quelques mois plus tard, le film remporte également l'Oscar d'or lors des Student Academy Awards,.
La pièce The Situation de Yael Ronen, co-développée et co-écrite par Schaad, est élue meilleure pièce en langue allemande de la saison 2015-2016 par Theater heute. En janvier 2017, sa première pièce, Die Konsistenz der Wirklichkeit, est créée à l'Académie de théâtre bavaroise. Il l'organise avec son frère Alex Schaad et les étudiants de troisième année, étant pour la première fois metteur en scène. Lors du congrès des écoles d'art dramatique de 2017, elle reçoit le prix principal d'une valeur de 10 000 euros (prix d'ensemble de la Conférence suisse des arts du spectacle et de l'écriture littéraire) et le prix étudiant d'une valeur de 2 000 euros. Le long métrage Darktrip, écrit avec Alex Schaad, reçoit la bourse d'écriture Katja Eichinger en 2017.
La première du film Endling, le deuxième moyen métrage des frères Schaad, a lieu lors du festival Max Ophüls 2018 et le film reçoit le prix du public du meilleur moyen métrage. La deuxième pièce de Schaad, Die unvorstellbaren Folgen einer eingebildeten Revolution (Les conséquences inimaginables d'une révolution imaginaire), est également créée en janvier 2018. Il l'élabore à nouveau avec et pour la troisième promotion de l'Académie de théâtre de Munich.
Sa pièce (R)Evolution. Eine Anleitung zum Überleben im 21. Jahrhundert ((R)Evolution, Un guide pour survivre au XXIe siècle), écrite avec Yael Ronen et inspirée des livres de Yuval Noah Harari, est jouée pour la première fois le 29 février 2020 au théâtre Thalia de Hambourg. Elle a depuis été traduite en plusieurs langues et jouée dans de nombreux théâtres.
Sa deuxième pièce coécrite avec Yael Ronen, Operation Mindfuck - Based on a true story but not really, est présentée le 29 mai 2022 au théâtre Maxim Gorki.

## Filmographie
- 2013 : Wilsberg: Gegen den Strom
- 2014 : Tatort: Vielleicht
- 2018 : Polizeiruf 110: Demokratie stirbt in Finsternis
- 2019 : The Love Europe Project (aussi scénariste)
- 2020 : Die Känguru-Chroniken
- 2020 : Das Boot (série télévisée)
- 2020 : Killing Eve (série télévisée)
- 2020 : Wir Kinder vom Bahnhof Zoo  (série télévisée)
- 2022 : Die Känguru-Verschwörung
- 2022 : Kleo (série télévisée)
- 2022 : Aus meiner Haut (aussi scénariste)
- 2023 : Sophia, der Tod und ich
- 2024 : Weil der Mensch erbärmlich ist